# Taniwhasaurus
Taniwhasaurus je rod vymřelého mořského plaza z čeledi Mosasauridae. Tento dravý mořský plaz obýval v období svrchní křídy území dnešního Nového Zélandu, Japonska a Antarktidy. Nejbližšími příbuznými tohoto rodu jsou Hainosaurus a Tylosaurus.
Dnes rozeznáváme tři druhy tohoto rodu - T. oweni (1874), T. antarcticus (2008) a T. mikasaensis (2008). V roce 2008 publikoval Caldwell et al. studii, podle které je Lakumasaurus pouze mladším synonymem rodu Taniwhasaurus.

## Yezosaurus
Yezosaurus je provizorní rodové jméno, které bylo uděleno pravěkému mořskému plazovi. Původně byl tento taxon považován za teropodního dinosaura, později byl však identifikován jako mosasaur nebo ichtyosaur, který žil v oblastech na území dnešního Japonska. "Typový druh" Yezosaurus mikasaensis byl stanoven paleontology Obatou a Muramotem v roce 1977, nebyl však formálně popsán. Proto se zatím jedná pouze o nomen nudum.